# Austregisilo
Austregisilo (Outril(le), Aoustrille) (¿? - 624) fue obispo de Bourges desde 612 hasta su muerte. 

## Biografía
El joven Austregisilo, hijo de un noble venido a menos, gozaba de gran fama en la corte del rey Gontrán I, en Chalon-sur-Saône. Víctima de las calumnias, san Austregisilo fue condenado a batirse en duelo con su acusador para demostrar su inocencia: su adversario murió poco antes del combate como consecuencia de una caída del caballo y el pueblo vio en ello una prueba providencial de la inocencia del joven. El hecho movió a Austregisilo a poner en práctica su proyecto de retirarse del mundo.
San Austregisilo fue ordenado sacerdote por su amigo San Eterio, quien le nombró abad de Saint-Nizier, en Lyon. Sus milagros y su prudencia en el gobierno de la abadía le ganaron gran fama. En el 612, fue elegido obispo de Bourges y gobernó esa diócesis hasta su muerte, ocurrida doce años después. Ordenó a Sulpicio Pío. Uno de sus discípulos fue San Amando, quien llegó a Bourges cuando era muy joven y vivió en una celda cercana a la catedral, bajo la dirección del obispo.
Las poblaciones de Saint-Outrille y Saint-Aoustrille tiene ese nombre en su honor.